# Romuli
Romuli is een Roemeense gemeente in het district Bistrița-Năsăud.
Romuli telt 1729 inwoners.